# Austin & Jessie & Ally: Estrellas del Año Nuevo
Austin & Jessie & Ally: All Star New Year, también conocido como Austin & Jessie & Ally (en Hispanoamérica Austin & Jessie & Ally: Estrellas del Año Nuevo) es un crossover de una hora de duración con las dos series exitosas de Disney Channel, Austin & Ally y Jessie. Este crossover es el primer crossover de ambas series, así como el caso del primer evento de una hora de duración de ambas series. El especial se compone de dos partes, pero salió al aire como un episodio de una hora de duración el 7 de diciembre de 2012. La primera parte se titula, «Big Dreams & Big Apples», y la segunda parte se titula, «Nanny In Miami».
En Disney Channel Latinoamérica se estrenó el 30 de diciembre de 2012 dividida en dos partes, pero el 9 de enero de 2013 se estrenó como especial de una hora con la introducción de ambas series mezclada. La versión sing-along se estrenó el 25 de agosto de 2013.

## Trama
Austin, Ally, Trish y Dez viajan a Times Square en donde Austin está reservado para actuar en la víspera de Año Nuevo. Cuando no pudieron llegar por las calles llenas de gente de Nueva York, a Jessie se le ocurre un plan para llegar al escenario y tener en última instancia que Austin grabe una de sus canciones.

### Big Dreams & Big Apples
Austin, Ally, Trish y Dez hacen un viaje a Nueva York, donde Austin está reservado para actuar en Times Square en la víspera de Año Nuevo! Después de que un vuelo de avión no salen según lo planeado y la falta de dinero fija un corto viaje en taxi, el destino une al grupo junto con Jessie y Emma que los ayudan a llegar a la cima del edificio a realizar en el tiempo volando en un helicóptero.

### Nanny in Miami
Después de la gran actuación en Times Square, Austin, Ally, Trish y Dez se encuentran sin dinero o cualquier otro lugar donde alojarse. Cuando Jessie y los chicos de Ross están de acuerdo en permitir que se queden, Jessie encuentra una oportunidad de que Austin tiene que grabar y cantar una de sus canciones con ella. Pero una mezcla de compositor se produce hasta cuando Austin & Ally confunden un poema de Zuri con las letras de Jessie.

## Reparto
| - Ross Lynch como Austin Moon. - Laura Marano como Ally Dawson. - Raini Rodriguez como Trish. - Calum Worthy como Dez. | - Debby Ryan como Jessie Prescott. - Peyton List como Emma Ross. - Cameron Boyce como Luke Ross. - Karan Brar como Ravi Ross. - Skai Jackson como Zuri Ross. - Kevin Chamberlin como Bertram Winkle. | - Richard Whiten como Jimmy Starr. - J.R. Nutt como Dean. - Ryan Bollman como Tommy Clarkson. - Jet Jurgensmeyer como Stevie. - Anna Vocino como Cheeri. |

## Doblaje al español
| Personaje                                                                   | Actor original   | Actor de doblaje (Hispanoamérica)      | Actor de doblaje (España)                                    |               |
| Austin & Ally                                                               | Austin & Ally    | Austin & Ally                          | Austin & Ally                                                | Austin & Ally |
| --------------------------------------------------------------------------- | ---------------- | -------------------------------------- | ------------------------------------------------------------ | ------------- |
| Austin Moon                                                                 | Ross Lynch       | Alejandro Graue                        | Álvaro de Juan                                               |               |
| Ally Dawson                                                                 | Laura Marano     | Agustina Cirulnik                      | Laura Pastor                                                 |               |
| Trish de la Rosa                                                            | Raini Rodríguez  | Micaela Baylac                         | Ainhoa Martín                                                |               |
| Dez Wade                                                                    | Calum Worthy     | Emiliano Dionisi                       | Álex Saudinós                                                |               |
| Jimmy Starr                                                                 | Richard Whiten   | Javier Gómez                           | Alfredo Cernuda                                              |               |
| Jessie                                                                      |                  |                                        |                                                              |               |
| Jessie Prescott                                                             | Debby Ryan       | Mara Campanelli                        | Olga Velasco                                                 |               |
| Emma Ross                                                                   | Peyton List      | Micaela Baylac                         | Cristina Yuste                                               |               |
| Luke Ross                                                                   | Cameron Boyce    | Patricio Lago                          | Chelo Molina                                                 |               |
| Ravi Ross                                                                   | Karan Brar       | Ignacio Colombara                      | Chelo Vivares                                                |               |
| Zuri Ross                                                                   | Skai Jackson     | Bianca Coira                           | Tania Ugía                                                   |               |
| Bertram Winkle                                                              | Kevin Chamberlin | Mario De Candia                        | Mario Martín                                                 |               |
| Créditos técnicos                                                           |                  |                                        |                                                              |               |
| Estudio de doblaje                                                          | N/D              | Media Pro Com, Buenos Aires, Argentina | SOUNDUB (Madrid, Barcelona, Santiago) Tecnisón S.A. (Madrid) |               |
| Director de Doblaje                                                         | N/D              | Tian Brass María Elena Molina          | Juán José López Lespe Miguel Ángel Varela                    |               |
| Traductor/Adaptador                                                         | N/D              | Sandra Brizuela                        | Juán José López Lespe                                        |               |
| Doblaje al español producido por Disney Character Voices International Inc. |                  |                                        |                                                              |               |

Nota: A pesar de que en la actriz de doblaje Micaela Baylac en Latinoamérica dobla a Trish de Austin & Ally y a Emma de Jessie las doblo a ambas en el especial

## Canciones
- «Christmas Soul» (feat. Ross Lynch)
- «Can You Feel It» (feat. Ross Lynch)
- «Face 2 Face» (feat. Ross Lynch & Debby Ryan)